# Nina Natri
Nina Anna Kristina Natri, född 26 januari 1972, är en sverigefinsk musiker från Göteborg.
Mellan åren 1994 och 2000 var Nina Natri sångerska i musikgruppen Fidget. Efter att Fidget upplösts var hon med i gruppen Homy. 2011 debuterade hon som soloartist med albumet Lovers United. Hon har även verkat som dj.
Vid sidan av musikkarriären har Natri bland annat arbetat som platschef och assistent på filminspelningar och som koordinator vid musikevenemang.